# Lescuraea breidleri
Lescuraea breidleri là một loài Rêu trong họ Leskeaceae. Loài này được (Kindb.) Arnell & C.E.O. Jensen mô tả khoa học đầu tiên năm 1910.